# Vengadores de la Costa Oeste
Los Vengadores de la Costa Oeste (en inglés, West Coast Avengers) son un grupo ficticio de superhéroes que aparecen en cómics estadounidenses publicados por Marvel Comics. El equipo hizo su primera aparición en The West Coast Avengers #1 (septiembre de 1984), creado por Roger Stern y Bob Hall. Fue la primera publicación derivada de los Vengadores.

## Historia de publicación
Los Vengadores de la Costa Oeste aparecieron por primera vez en una serie limitada de cuatro números publicada entre septiembre y diciembre de 1984. La serie fue escrita por Roger Stern e ilustrada por Bob Hall y Brett Breeding. A esta serie le siguió una serie homónima de 102 números que se desarrolló entre octubre de 1985 y enero de 1994. La serie fue inicialmente escrita por Steve Englehart e ilustrada por Al Milgrom y Joe Sinnott. Fue la primera serie derivada de los Vengadores. Entre los números 42 y 57, el título fue escrito e ilustrado por John Byrne. La serie pasó a llamarse Avengers West Coast en la portada del número 47 (agosto de 1989) y en los subtítulos de segunda página del número 48 (septiembre de 1989). Los guionistas Roy y Dann Thomas y el dibujante Paul Ryan se convirtieron en el nuevo equipo creativo con el número 60 y Dave Ross reemplazó a Ryan a partir del número 71. La segunda serie estuvo acompañada de ocho números anuales publicados entre 1986 y 1993.
En 2018, apareció una nueva encarnación de los Vengadores de la Costa Oeste en «Fresh Start», conformada por Ojo de Halcón, Kate Bishop, Gwenpool, América Chávez, Quentin Quire y el novio de Kate, Johnny Watts quien adoptó el nombre en clave de Fuse. Esta serie se canceló a partir del número 10, con fecha de portada de junio de 2019.

## Biografía ficticia del equipo
El equipo fue fundado por el Vengador Ojo de Halcón en respuesta a una sugerencia de su compañero Vengador, Visión, quien en ese momento (como director del equipo) deseaba expandir la influencia de los Vengadores. Ojo de Halcón recluta a Pájaro Burlón, Hombre Maravilla, Tigra y Iron Man, siendo este último Jim Rhodes en lugar de Tony Stark, un hecho inicialmente desconocido para el resto del equipo. Juntos, el equipo derrota a un pequeño criminal llamado Blank y luego al enemigo de los Vengadores, Gravitón.
Posteriormente, el equipo incorporó a Henry Pym como asesor científico y administrador del complejo y se enfrentó contra una variedad de viejos enemigos, entre ellos Segador, Ultron, Gravitón y Zodiac, así como nuevos oponentes como Master Pandemonium. El exmiembro de los 4 Fantásticos Thing y la heroína Ave de Fuego se aliaron brevemente con el equipo. Henry Pym, quien es salvado de un intento de suicidio por Ave de Fuego, y el aventurero Caballero Luna se unen formalmente, mientras que Iron Man es expulsado por sus acciones durante las «Armor Wars». La historia «Lost in Space-Time» comenzó en el número 17 (febrero de 1987) cuando Dominus envió al equipo al pasado. El matrimonio de Ojo de Halcón y Pájaro Burlón se ve en peligro cuando, durante este arco, ella deja que el héroe del Viejo Oeste, Jinete Fantasma, caiga hacia su muerte por haberla engañado y violado.
Tras un viaje a Hungría para investigar un reporte sobre la segunda esposa de Pym, la Avispa, Bruja Escarlata y Visión asisten al equipo. Pájaro Burlón, Tigra y Caballero Luna abandonan el equipo juntos como un nuevo equipo de corta duración llamado Ex-WACO (ex-Vengadores de la Costa Oeste) a raíz de la regla de los Vengadores de no matar con respecto al encuentro de Pájaro Burlón con el Jinete Fantasma. Visión y la Bruja Escarlata se unen al equipo para que no quede sin miembros. El antiguo aliado de los Vengadores, Mantis, hace una breve aparición. Luego, agentes de varios gobiernos secuestran a Visión y lo desmantelan debido a su retorno al equipo. Los Vengadores recuperan las partes y el Dr. Pym reconstruye Visión pero con una tez blanca como la tiza. Hombre Maravilla, sin embargo, no permite que sus patrones cerebrales sean usados nuevamente para que sirvan de matriz para las emociones de Visión, explicando que el proceso original, realizado sin su consentimiento, había «arrancado su alma». Aunque el amor que Hombre Maravilla siente por la Bruja Escarlata lo lleva a sentirse culpable, justifica sus acciones afirmando que Visión nunca fue más que una copia suya, una afirmación que aceptan varios otros Vengadores, incluyendo a la Avispa. Esto, junto con el daño a la piel sintética de Visión al ser desmantelado, da como resultado la resurrección del sintezoide como un humano artificial incoloro y sin emociones. El inestable U.S. Agent es asignado al equipo como perro guardián por parte del gobierno de los EE. UU. para que monitoree las actividades del equipo.
Un grupo de superhumanos extraños decide imitar a los Vengadores y convertirse en los Vengadores de los Grandes Lagos, mientras que la Antorcha Humana original regresa de su aparente muerte. Esto arroja dudas sobre la identidad de Visión, de quien anteriormente se creía que había sido creado a partir del cuerpo de la Antorcha. Se revela que los hijos de Visión y la Bruja Escarlata, concebidos a través de los poderes de hechicería de la Bruja Escarlata son fragmentos del alma del demonio Mefisto, que había sido destruido por Franklin Richards poco antes del nacimiento de los gemelos. Los gemelos fueron reabsorbidos por Mefisto, lo que lleva temporalmente a la Bruja Escarlata a la locura. Si bien eventualmente se recupera, la Bruja Escarlata y Visión se separan, cada uno operando en un equipo de diferente de los Vengadores.
Iron Man se reincorporó al equipo y el mutante Quicksilver ayuda al equipo cuando la Bruja Escarlata se alinea con su padre Magneto durante un período en el que ésta sufre un colapso mental. Immortus es finalmente confrontado y es revelado como la causa de gran parte de las desgracias del equipo, y finalmente es derrotado. Hank Pym, Avispa y Quicksilver dejan luego el equipo, Machine Man se convierte en reservista y Spider-Woman y Living Lightning se unen como miembros de tiempo completo. Spider-Man aparece como protagonista invitado en los números 84–86.
El equipo se enfrenta a Ultrón y su nueva creación Alkhema varias veces, y Ojo de Halcón reasume su antigua identidad de Goliat, durante el crossover de los Vengadores Operation: Galactic Storm, y se reconcilia con Pájaro Burlón. Iron Man y Hombre Maravilla dejan el equipo y son reemplazados por Máquina de Guerra (Jim Rhodes, uno de los Vengadores de la Costa Oeste fundadores) y Darkhawk, este último como reservista. Durante una batalla con los demonios Mefisto y Satannish, Pájaro Burlón muere. A raíz de las constantes luchas internas y la falta general de organización, el Capitán América interviene y desintegra el equipo. Varios miembros del equipo de la costa oeste, entre ellos un Iron Man que había regresado, no se sienten contentos con la decisión y se marchan para formar otro equipo, llamado Force Works. Este equipo, sin embargo, sufre varios contratiempos y se desintegra rápidamente, y los miembros regresan al equipo principal de los Vengadores.
Años después, el complejo de los Vengadores de la Costa Oeste se reabriría como el nuevo campus para la Academia Vengadores tras la destrucción de la Mansión Infinita de los Vengadores, como aparece en la historia Miedo Encarnado.
Durante el relanzamiento titulado Fresh Start, los dos Ojo de Halcón, el fundador del equipo, Clint Barton, y su sucesora, Kate Bishop, decidieron revivir a los Vengadores de la Costa Oeste tras un ataque de tiburones terrestres en Santa Mónica. Con este objetivo, reclutaron a América Chávez y al novio de Kate, Johnny «Fuse» Watts, quien ayudó en la misión, y eventualmente se les unieron Gwenpool y Kid Omega. Dada su falta de fondos, el equipo recién formado intentó conseguir patrocinadores protagonizando un reality show sobre sus aventuras.

## Otras versiones

### Ultimate Marvel
En la realidad de Ultimate Marvel, se formó un equipo secreto de Ultimates en Ultimate Comics: Ultimates. Entre los miembros del equipo estaban Quake como líder, Hombre Maravilla, Visión, Caballero Negro y Tigra. Se le asignó al equipo dar de baja a un terrorista buscado hasta que Hombre Maravilla se puso inestable. Esto obligó a que se abandonara la misión y Nick Fury puso al equipo en hiato hasta que fuera necesario. Fury y S.H.I.E.L.D. habían planeado usarlos contra el villano Reed Richards y sus Hijos del Mañana, pero gracias a la guerra civil, el gobernador de California, Ford, descubrió los recién bautizados Ultimates de la Costa Oeste y los enfrentó contra los Ultimates.

## Ediciones recopiladas
| #                                                                        | Título                                                                   | Material recopilado | Fecha de publicación  | ISBN           |
| ------------------------------------------------------------------------ | ------------------------------------------------------------------------ | --- | --------------------- | -------------- |
| Assemble                                                                 | Assemble                                                                 | West Coast Avengers #1–4, Iron Man Annual #7, y The Avengers #250, más material de The Avengers #239, 243–244, y 246 y Avengers West Coast #100. | junio de 2010         | 978-0785143215 |
| Family Ties                                                              | Family Ties                                                              | West Coast Avengers (vol. 2) #1–9 y Vision and the Scarlet Witch (vol. 2) #1–2. | junio de 2011         | 978-0785155003 |
| Sins of the Past                                                         | Sins of the Past                                                         | West Coast Avengers (vol. 2) #10–16, West Coast Avengers Annual #1 y The Avengers Annual #15. | diciembre de 2011     | 978-0785159001 |
| Avengers: West Coast Avengers - Lost in Space-Time                       | Avengers: West Coast Avengers - Lost in Space-Time                       | West Coast Avengers (vol. 2) #17–24, Fantastic Four #19, ay Doctor Strange (vol. 2) #53 | abril de 2012         | 978-0785162216 |
| Zodiac Attack                                                            | Zodiac Attack                                                            | West Coast Avengers (vol. 2) #25–30, West Coast Avengers Annual #2 y Avengers Annual #16 | julio de 2012         | 978-0785162537 |
| Avengers West Coast Visionaries – John Byrne Vol. 1: Vision Quest        | Avengers West Coast Visionaries – John Byrne Vol. 1: Vision Quest        | West Coast Avengers (vol. 2) #42–47 y Avengers West Coast #48–50. | agosto de 2005        | 978-0785117742 |
| Avengers West Coast: Vision Quest                                        | Avengers West Coast: Vision Quest                                        | West Coast Avengers (vol. 2) #42–46 y Avengers West Coast #47–50. | mayo de 2015          | 978-0785197409 |
| Avengers West Coast Visionaries – John Byrne Vol. 2: Darker than Scarlet | Avengers West Coast Visionaries – John Byrne Vol. 2: Darker than Scarlet | Avengers West Coast #51–57 y #60–62. | enero de 2008         | 978-0785130277 |
| Avengers West Coast: Along Came A Spider-Woman                           | Avengers West Coast: Along Came A Spider-Woman                           | Avengers West Coast #58–59 y #63–75. | junio de 2012         | 978-0785162322 |
| Avengers: Galactic Storm Volume 1                                        | Avengers: Galactic Storm Volume 1                                        | Avengers West Coast #80–81, Captain America #398–399, Quasar #32–33, Wonder Man #7–8, The Avengers #345–346, Iron Man #278, y Thor #445. | marzo de 2006         | 978-0785120445 |
| Avengers: Galactic Storm Volume 2                                        | Avengers: Galactic Storm Volume 2                                        | Avengers West Coast #82, Iron Man #279, Thor #446, Captain America #400–401, Quasar #34–35, Wonder Man #9, The Avengers #347, y What If? #55–56. | diciembre de 2006     | 978-0785120452 |
| Avengers: Ultron Unbound                                                 | Avengers: Ultron Unbound                                                 | Avengers West Coast #89–91, Annual #8 y Vision #1–4. | mayo de 2015          | 978-0785192695 |
| Avengers: The Death of Mockingbird                                       | Avengers: The Death of Mockingbird                                       | Avengers West Coast #92–100, 102; Spider-Woman (vol. 2) #1–4; más material de Marvel Comics Presents #143–144. | febrero de 2016       | 978-0785196891 |
| 1                                                                        | Omnibus                                                                  | West Coast Avengers #1–4; Iron Man Annual #7; The Avengers #250; West Coast Avengers (vol. 2) #1–16; Vision and the Scarlet Witch (vol. 2) #1–2; The Avengers Annual #15; West Coast Avengers Annual #1; material de The Avengers #239, 243–244, 246; material de Avengers West Coast #100 | abril de 2013         | 978-0785167457 |
| 2                                                                        | Omnibus                                                                  | West Coast Avengers (vol. 2) #17–41; West Coast Avengers Annual #2–3; Avengers Annual #16; Fantastic Four #19; y Doctor Strange (vol. 2) #53 | noviembre de 2013     | 978-0785167471 |
| Avengers by John Byrne Omnibus                                           | Avengers by John Byrne Omnibus                                           | West Coast Avengers (vol. 2) #42–46; Avengers West Coast #47–62; Avengers West Coast Annual #4; Avengers #305–318; Avengers Annual #18; y material de Avengers Spotlight #23 y What the--?! #6                                                                                             | julio de 2016         | 978-1302900571 |
| Volumen 3                                                                |                                                                          | |                       |                |
| 1                                                                        | Best Coast                                                               | West Coast Avengers (vol. 3) #1–4, Young Avengers Presents #6, y The Unbelievable Gwenpool #1 | 19 de febrero de 2019 | 978-1302913458 |
| 2                                                                        | City of Evils                                                            | West Coast Avengers (vol. 3) #5–10 | 01 de junio de 2019   | 978-1302913465 |

## En otros medios
- En el final de Ojo de Halcón en el videojuego Ultimate Marvel vs. Capcom 3 aparece formando una nueva iteración de los Vengadores de la Costa Oeste, compuesta por él mismo, Pájaro Burlón, Máquina de Guerra, Tigra, Hombre Maravilla y Caballero Luna, así como los personajes de Capcom Jin Saotome, June Lin Milliam, Rikuo, Leo y Rei.
- El rapero Del the Funky Homosapien lanzó una trilogía de mixtapes llamada West Coast Avengers, aunque las listas de canciones no tenían ninguna relación con el grupo de los cómics.[cita requerida]